# هیچ‌کس احمق نیست (فیلم ۱۹۹۴)
هیچ‌کس احمق نیست (به انگلیسی: Nobody's Fool) یک فیلم سینمایی آمریکایی در ژانر کمدی-درام محصول سال ۱۹۹۴ میلادی به کارگردانی رابرت بنتون با بازی پل نیومن است.